# Lundviol

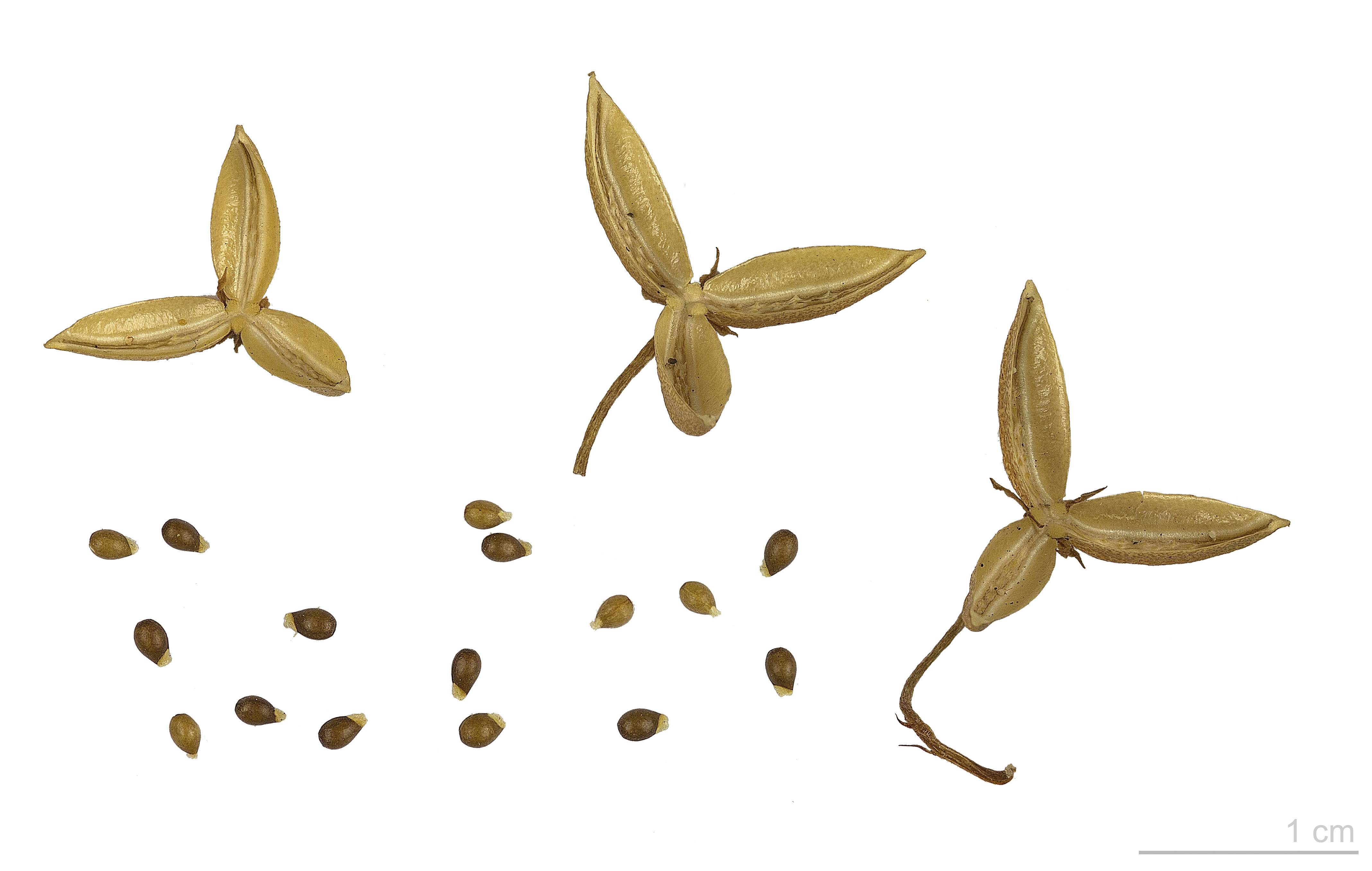
Viola reichenbachiana

Lundviol (Viola reichenbachiana) är en art i familjen violväxter som förekommer naturligt från Europa till Turkiet, västra Himalaya och nordvästra Afrika. I Sverige är arten vanlig i de sydligaste delarna och på Öland och Gotland, men den förekommer sällsynt upp till Uppland. Lundviol växer i lundar och mullrika skogar.
Arten är lågväxt, flerårig ört och har en ganska grov upprättstående jordstam.

## Synonymer
Viola arenicola Chabert
Viola bertotii B.Souché
Viola canina subsp. sylvestris Schnittpahn
Viola formosa Vukot.
Viola idaea M.Gandoger
Viola maculata Giraudias nom. illeg.
Viola silvatica (Hartman) Hartman f. nom. illeg.
Viola silvatica subsp. reichenbachiana (Jordan ex Boreau) Syme
Viola silvestris proles arenicola (Chabert) Rouy & Foucaud
Viola silvestris subsp. reichenbachiana (Jordan ex Boreau) Tourlet
Viola sylvatica (Hartman) Fries ex Hartm.f.
Viola sylvestris Lamarck
Viola wettsteinii Richt.